# Günter Mittag
Günter Mittag (ur. 8 października 1926 w Scheune pod Szczecinem, zm. 18 marca 1994 w Berlinie) – kolejarz, doktor ekonomii, funkcjonariusz partyjny SED i państwowy NRD, od połowy lat 70. członek grupy, wraz z Erichem Honeckerem i Erichem Mielke, trzymającej władzę w NRD.

## Życiorys
Ojciec był urzędnikiem kolejowym. W 1943 służył w pułku przeciwlotniczym. Od 1943 do 1945 Mittag uczył się zawodu w Deutsche Reichsbahn. W 1956 ukończył zaocznie studia uzyskując tytuł „dyplomowanego ekonomisty”, w 1958 obronił w Wyższej Szkole Transportu (Hochschule für Verkehrswesen) w Dreźnie pracę doktorską pt. „O wyższości socjalistycznej organizacji i zarządzania kolejami w NRD nad kolejami kapitalistycznymi” (Die Überlegenheit der sozialistischen Organisation und Leitung im Eisenbahnwesen der DDR gegenüber dem kapitalistischen Eisenbahnwesen).
W 1945 Mittag wstąpił do KPD, od 1946 członek SED. W 1947 został członkiem okręgowego kierownictwa SED w Greifswaldzie. W kolejnych latach zajmował regionalne stanowiska kierownicze w FDGB. W 1958 został sekretarzem Komisji Gospodarczej przy Biurze Politycznym KC SED. W 1962 został członkiem KC SED, w 1963 deputowanym Izby Ludowej NRD i (do 1971, a następnie ponownie w latach 1979–1989), Rady Państwa NRD. W latach 1979–1989 był członkiem Narodowej Rady Obrony NRD. W 1963 pełnił funkcję kierownika Biura Przemysłu i Budownictwa KC. W 1966 wszedł do Biura Politycznego KC. Pełnił też funkcję I zastępcy prezesa Rady Ministrów NRD (1973–1976). Kiedy został sekretarzem KC SED ds. gospodarczych w 1976, jego przywództwo w polityce gospodarczej zostało skonsolidowane, ściśle przestrzegając kontroli państwa nad gospodarką. Zwieńczeniem jego pracy było wdrożenie zmian metod zarządzania gospodarką, m.in. przez przekształcenie w 1980 dotychczasowych przedsiębiorstw państwowych VEB i zrzeszających ich zjednoczeń branżowych, z założenia w bardziej efektywne kombinaty. Mittag utrzymywał bliskie kontakty z politykami z Republiki Federalnej, m.in. z Franzem Josefem Straussem. Pełnił też obowiązki zastępcy przewodniczącego Rady Państwa NRD (1984–1989). W 1989 miał duży udział w zastąpieniu dotychczasowej głowy państwa Ericha Honeckera, Egonem Krenzem. Mittag był diabetykiem; w 1984 amputowano mu obie kończyny dolne. Z racji sprawowanych funkcji był „skoszarowany” w partyjno-rządowym osiedlu kierownictwa NRD – Osiedlu Leśnym pod Bernau. W grudniu 1989 Mittag został aresztowany, ale wkrótce z powodów zdrowotnych zwolniony. Początkowo został pochowany na cmentarzu w Berlinie-Biesdorfie, następnie przeniesiony na cmentarz w Zepernick pod Berlinem.